# Moossee
Le Moossee ou Grand Moossee est un lac qui s'étend sur le territoire des communes de Moosseedorf et d'Urtenen-Schönbühl dans le canton de Berne.

## Situation
Le Grand Moossee s'étend sur le territoire des communes de Moosseedor et d'Urtenen-Schönbühl. Il mesure 350 m de large et 1 100 m de long et couvre une superficie d'environ 30 hectares. Il est situé à 521 m d'altitude, à quelque dix kilomètres au nord de Berne,.
L'Urtene, un affluent de l'Emme, est tant son affluent que son émissaire.

## Histoire
Le Grand Moossee et le Petit Moossee sont des lacs glaciaires, formés par le glacier du Rhône lors de la dernière glaciation,.
À l'origine, le Moossee mesurait 6 km de long et de 0,5 à 1 km de large. En rétrécissant, il s'est subdivisé en deux lacs distincts : le Grand Moossee et le Petit Moossee (autrefois aussi appelé Hofwilsee).

## Environs
Un terrain de golf se trouve à l'est du lac.